# Tindacera quadrispinosa
Tindacera quadrispinosa är en tvåvingeart som beskrevs av Lindner 1961. Tindacera quadrispinosa ingår i släktet Tindacera och familjen vapenflugor. Inga underarter finns listade i Catalogue of Life.